# 爱俪园
爱俪园（英語：Aili Garden）（俗称“哈同花园”），是上海在中华民国时期最大的私家花园，由犹太人富商哈同（1851年－1931年）及夫人罗迦陵（1864年－1941年）兴建。该园原址位于原静安寺路（今南京西路）。

## 历史
1901年（清光绪三十年），哈同按照夫人罗迦陵的愿望，在罗迦陵的出生地涌泉浜罗家村购得一片土地，此即后来哈同花园的基址。1902年春，罗迦陵去金山拜佛烧香，遇到了一位“乌月山僧”即黄宗仰，便聘请他担任该园的设计者。1902年到1910年，经过8年，花园扩建工程终于完工。
1940年太平洋战争爆发后，日本占领上海公共租界，该园被日本人破坏。1955年，上海市人民政府征用该地，建成中苏友好大厦，即今上海展览中心。